# Isaia Baldrati
Isaia Baldrati (Lavezzola, 13 ottobre 1872 – Ferrara, 28 marzo 1957) è stato un botanico e agronomo italiano tropicalista a cui si deve la prima conoscenza sistematica dell'agricoltura eritrea.

## Biografia

### I primi anni e gli studi
Figlio di Angelo, farmacista e commerciante, e Gaetana Caralli, Isaia Baldrati militò sin da giovane nelle file del Partito socialista rivoluzionario di Romagna (PSRR) e, nel 1893, partecipò al suo VI e ultimo Congresso. Iscritto alla regia Scuola Superiore di Agraria dell'Università di Pisa, si laureò nel 1895 e nello stesso anno fondò a Lavezzola il circolo socialista “Pio Battistini”. Dal 1895 al 1896, fu assessore supplente della giunta comunale di Lavezzola e, nel 1896, partecipò al IV Congresso nazionale del Partito socialista italiano.
Dopo questa fase di intensa militanza politica, il suo impegno si concentrò principalmente sugli studi e la ricerca. Nel 1896 si trasferì a Sarnico (Bergamo), dove si impegnò nella lotta contro la fillossera. In seguito, ebbe un incarico presso la Federazione dei consorzi agrari di Piacenza, dove fu anche redattore capo del periodico l'Italia Agricola. In questo periodo, pubblicò numerosi articoli e opuscoli in gran parte legati alla sua attività presso le cattedre di agricoltura. Il 22 marzo 1900, si sposò con Cesennia Gostoli (Cesenatico, 18 luglio 1877 - Argenta, 19 gennaio 1957). Nello stesso anno, si trasferì ad Ascoli, dove diresse la cattedra ambulante di agricoltura locale. Nel 1902, dopo avere vinto il concorso, fu chiamato a dirigere la Cattedra ambulante di agricoltura di Ravenna, ma vi rinunciò per accettare l'offerta che al contempo giunse dal governatore dell'Eritrea, Ferdinando Martini.

### Gli anni in Eritrea

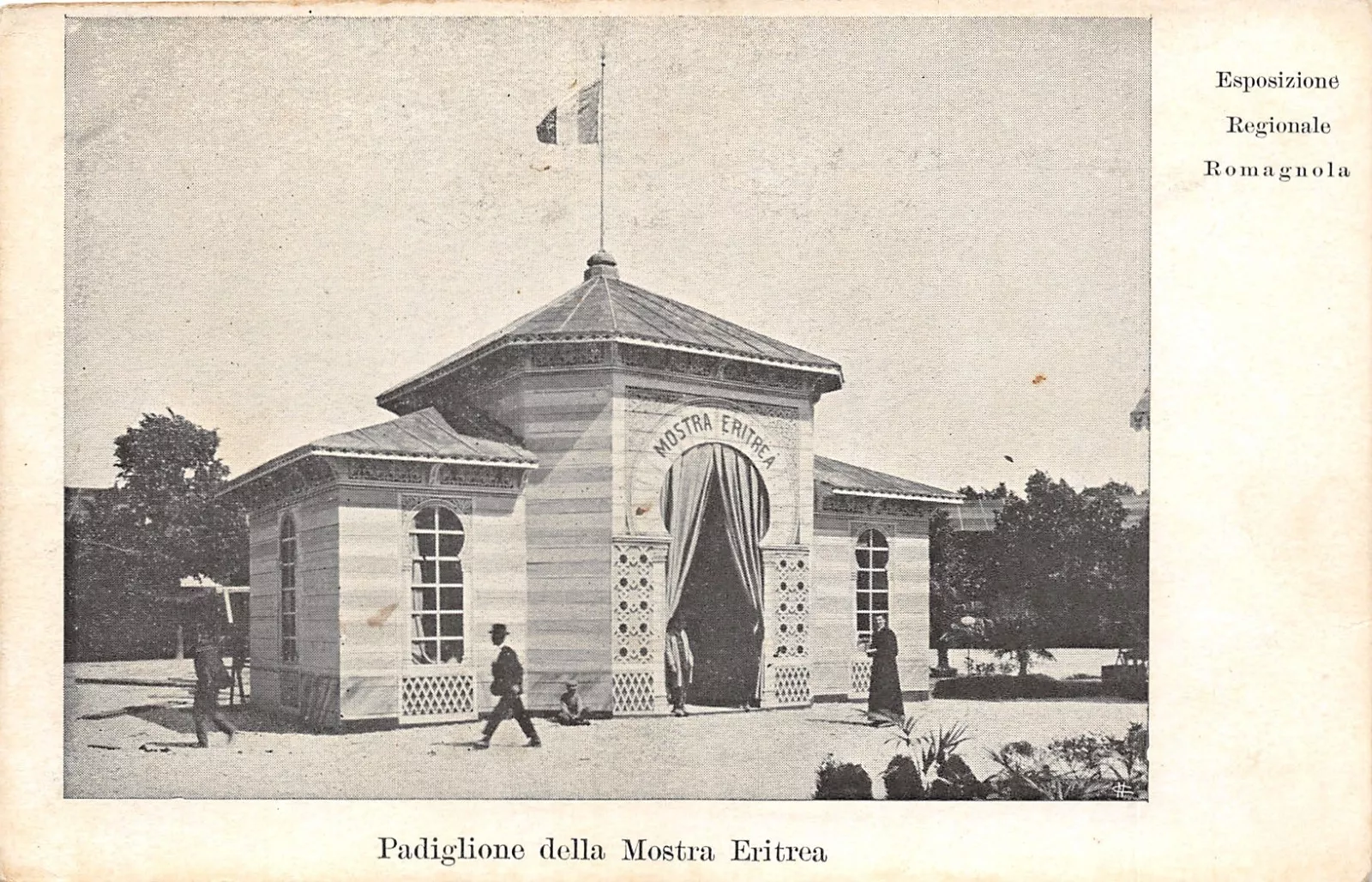
Il padiglione della Mostra Eritrea all'Esposizione Regionale Romagnola, Ravenna maggio-giugno 1904

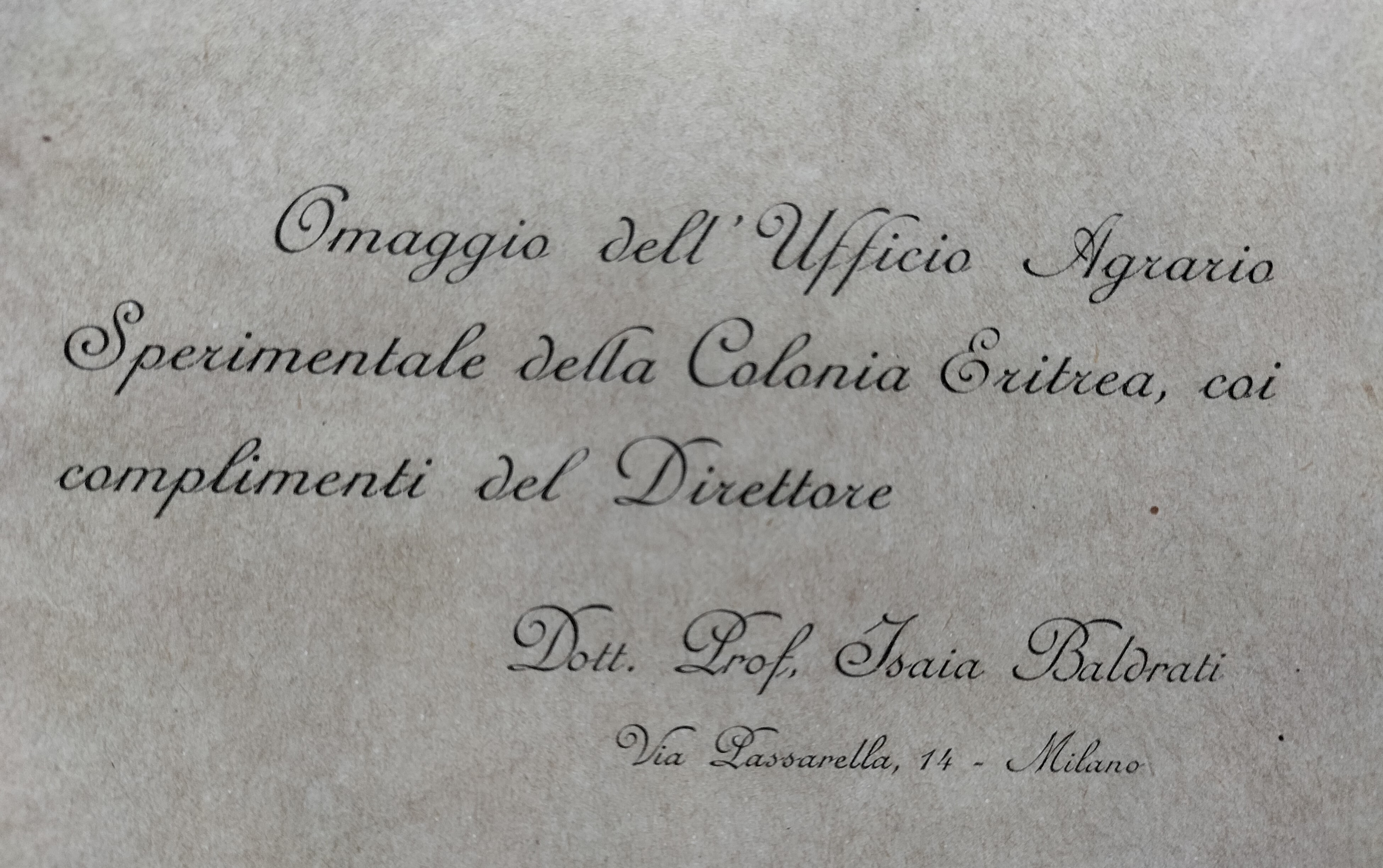
Biglietto omaggio allegato al Catalogo Illustrativo della Mostra Eritrea nella Esposizione Internazionale di Milano (Padiglione degl'Italiani all'Estero) maggio-novembre 1906

Durante il suo mandato come Governatore (1897-1907), Martini volle dare un nuovo indirizzo alle politiche di sfruttamento agricolo dell'Eritrea. Nel 1901 fece venire dall'Italia l'agronomo fiorentino Gino Bartolommei Gioli e lo incaricò di studiare le condizioni agricole della colonia. Rientrato in Italia, Bartolommei Gioli segnalò a Martini il suo compagno di studi Baldrati, a cui fu proposto di diventare consulente agrario e agronomo per il governo dell'Eritrea. Isaia arrivò in Eritrea nell'estate 1902 e vi rimase fino al 1936. Martini  gli affidò il compito di sopraintendere a tutto ciò che riguardava lo sviluppo agronomico dell'Eritrea. Inizialmente, fondò e resse l'Ufficio agrario sperimentale e impiantò campi sperimentali a Keren, Ghinda, Addi Ugri e Filfil con l'obiettivo di individuare le coltivazioni da introdurre in Colonia. In questi anni, si occupò dell’adattamento di nuove colture, della lotta alle malattie delle piante e poi delle tecniche irrigue più adatte al territorio eritreo. In particolare, condusse esperimenti sull'agave sisalana, sul sesamo e sul cotone.
Nel 1903 fondò il Bollettino Agricolo e Commerciale della Colonia Eritrea, la prima rivista scientifica della Colonia Eritrea che continuò ad uscire fino al 1905. In parallelo, partecipò a convegni e pubblicò numerosi articoli e rapporti d'ufficio. In questi anni, fu in prima linea nel dimostrare all'opinione pubblica italiana come l'Eritrea non fosse improduttiva e come, attraverso uno sfruttamento razionale delle sue risorse, avesse notevoli potenzialità. Oltre alle numerose ricerche e studi, in questo periodo Martini affidò a Baldrati il compito di organizzare in Italia esposizioni dei prodotti agricoli eritrei, accompagnandole con dettagliati cataloghi. Nel 1903, Baldrati curò il padiglione dedicato all'Eritrea nella Mostra Orto-Avicola di Firenze dove furono inviate 30 casse di materiali. L'anno successivo, Baldrati curò la “Mostra Eritrea” all'interno dell'Esposizione Regionale Romagnola. Nel 1906, fu la volta della partecipazione all'Esposizione Internazionale di Milano, dove Baldrati preparò anche un catalogo dei prodotti di importazione in Eritrea. Il 22 gennaio 1907 tenne la prolusione al corso di conferenze organizzate dall'Istituto agricolo Coloniale per quell'anno.
Il 1º novembre 1909, fu nominato alla guida della Direzione di colonizzazione della Colonia Eritrea.
Il 22 luglio 1918 cessò dal servizio per dimissioni volontarie e, l'anno successivo, fondò la società commerciale Baldrati-Behar con sede ad Asmara. Fu possidente e coltivatore, dedicandosi alla raccolta e all'utilizzo industriale e commerciale di alcune piante tra cui l'agave sisalana, le foglie di sanseviera, la noce di palma dum, l'incenso, l'indaco, ecc. Nel 1922, fu alla guida dell'Ufficio agrario. Nello stesso anno, conseguì la libera docenza in agricoltura tropicale. Nel 1924, le sue aziende incontrarono delle crescenti difficoltà, costringendolo ad accendere un'ipoteca sulle sue proprietà, stimate a 400.000 lire. Nel 1929, fu membro della Commissione di studi dei problemi agricoli della Colonia Eritrea e Presidente del Consorzio agrario dell'Eritrea che doveva studiare le principali questioni agricole e suggerire al Governatore delle risposte concrete. Il 21 luglio 1933 fu nominato Presidente del Consorzio di colonizzazione dell'Eritrea.

### Il rientro in Italia e la carriera accademica
Nel 1936, rientrò in Italia dove fu professore incaricato di agricoltura tropicale e sub-tropicale nell'Università di Pisa. Dalla fine del 1937 ai primi del 1938 fece parte della missione per lo studio della flora etiopica promossa dalla Compagnia Italiana per la Valorizzazione della Flora Etiopica che visitò la regione del Jimma e poi raggiunse Mogadiscio. Lo scopo della missione era quello di accertare l'esistenza di flora medicinale e aromatica e studiarne lo sfruttamento. Nel 1939, era professore incaricato di agricoltura tropicale e subtropicale presso l'Università di Pisa e presso il Corso Superiore di Specializzazione per laureati in Scienze Agrarie e in Scienze Forestali nella Facoltà di Agraria di Firenze. A partire dal 1940 insegnò agricoltura tropicale all'Istituto Agronomico per l'Africa Italiana dell'Università di Firenze.

## Riconoscimenti accademici
- Socio della Società Botanica Italiana, 1896.
- Socio della Società Geografica Italiana, 1906.
- Socio della Regia Accademia d'Agricoltura di Torino, 1932.
- Socio della Regia Accademia dei Georgofili di Firenze, 1933.
- Socio della Société Nationale d'Acclimatation de France.

## Onorificenze
- Grand'Ufficiale dell'Ordine Coloniale della Stella d'Italia, 25 maggio 1939.

## Opere
La produzione scientifica di Baldrati fu ricca e coprì diversi aspetti del sapere agronomico. I suoi primi contributi furono pubblicati verso la fine degli anni Novanta dell'Ottocento. A partire dal 1906 i suoi scritti riguardarono quasi esclusivamente l'Eritrea. Fin dal suo primo numero, fu collaboratore dell'Agricoltura Coloniale l'organo dell'Istituto agricolo coloniale e dell'Ufficio agrario sperimentale dell'Eritrea. Tra articoli e monografie, Isaia Baldrati pubblicò un centinaio di contributi, qui si indicano solo quelli più importanti:
- Mostra agricola della colonia Eritrea. Catalogo illustrativo, Firenze, Tip. L. Niccolai, 1903.
- Catalogo illustrativo della Mostra Eritrea, Bologna, Stab. Tip. Zamorani e Albertazzi, 1904.
- Catalogo dei prodotti di importazione nella Colonia Eritrea, Milano, Tip. G. B. Virtuani e C., 1906.
- Catalogo illustrativo della Mostra eritrea, Milano, Tip. G. B. Virtuani e C., 1906.
- Le condizioni agricole della valle del Barca, Firenze, G. Ramella e C., 1911.
- La coltivazione del caffè in Eritrea. Dodici anni di esperienze, Firenze, Istituto agricolo coloniale italiano, 1914.
- Mostra delle attività economiche della colonia eritrea, Asmara, Stab. Tip. coloniale ditta M. Fioretti, 1932.
- (con Raffaele Ciferri), 2: Il Teff (Eragrostis teff), cereale da panificazione dell'Africa orientale montana, Firenze, Regio istituto agronomico per l'Africa italiana, 1939.
- Piante officinali dell'Africa orientale, Firenze, Centro di Studi Coloniali, 1946.
- Trattato delle coltivazioni tropicali e subtropicali, Milano, Ulrico Hoepli, 1950.
- Manuale pratico di orticoltura moderna, Milano, Ulrico Hoepli, 1957.